# Eisenharz
Eisenharz ist ein Ortsteil der Gemeinde Argenbühl im Landkreis Ravensburg in Baden-Württemberg im württembergischen Allgäu. Eisenharz ist Sitz der Gemeindeverwaltung und des Gästeamtes Argenbühl.

## Geographie

### Lage und Verkehrsanbindung
Eisenharz liegt im südöstlichen Bereich der Gemeinde Argenbühl. Am südlichen Ortsrand fließt der St. Annabach. Das 917,5 ha Vogelschutzgebiet Bodenmöser liegt östlich und das 20,0 ha große Naturschutzgebiet Staudacher Weiher liegt südlich. Die B 12 verläuft südlich.

### Ortsteile
Zu Eisenharz gehören neben dem Dorf Eisenharz, die Weiler Albris, Alleschwende, Bienzen, Christle, Hägelesweiler, Haizen, Halden, Hengele, Klaus, Matzen, Oberweihers, Sandraz, Schliechten, Weihers und Willatz und die Höfe Albrismühle, Bachtelers, Baders, Beisel, Böschleshof, Brenner, Briegelmühle, Broders Einöden, Brodershof, Davids, Drucker, Enkenhofers, Fuchsen, Höfers, Huppeler, Maurers, Mockenhof, Petershof, Rechenmacher, Roten, Rudharts, Schuppen, Schwarzen, Siebertsweiler, Söffleshof, Thomashof, Unwert, Urler, Wälschers, Wagner, Wald, Weberjörgen, Weiherbauer und Weißenhof.

## Geschichte
Am 1. Januar 1972 bildete Eisenharz zusammen mit fünf weiteren Gemeinden die neue Gemeinde Argenbühl.

## Söhne und Töchter des Ortes
- Othmar von Ege (1847–1913), Theologe und Rottenburger Generalvikar
- Konstantin Rösch (1869–1944), Theologe, Priester und Bibelübersetzer
- Anton Kulmus  (1900–1989), Unternehmer (Traktorenbau)
- Hermann Kinkele (1892–1956), Bürgermeister, Katholik und Pazifist
- Helmut Oswald Maucher (1927–2018), Manager, war Generaldirektor der Nestlé